# Simhopp vid olympiska sommarspelen 2020
Simhopp vid olympiska sommarspelen 2020 arrangerades mellan 25 juli och 7 augusti 2021 i Tokyo Aquatics Center i Tokyo i Japan. Totalt åtta grenar fanns på programmet som är oförändrat sedan OS i Sydney 2000.
Tävlingarna skulle ursprungligen ha hållits mellan 26 juli och 8 augusti 2020 men de blev på grund av Covid-19-pandemin uppskjutna.

## Medaljsammanfattning
| Damer                             | Guld                           | Silver                                            | Brons                                        |
| Svikt Detaljer...                 | Shi Tingmao Kina               | Wang Han Kina                                     | Krysta Palmer USA                            |
| Höga hopp Detaljer...             | Quan Hongchan Kina             | Chen Yuxi Kina                                    | Melissa Wu Australien                        |
| Parhoppning svikt Detaljer...     | Shi Tingmao och Wang Han Kina  | Jennifer Abel och Mélissa Citrini-Beaulieu Kanada | Lena Hentschel och Tina Punzel Tyskland      |
| Parhoppning höga hopp Detaljer... | Chen Yuxi och Zhang Jiaqi Kina | Delaney Schnell och Jessica Parratto USA          | Gabriela Agúndez och Alejandra Orozco Mexiko |

| Herrar                            | Guld                                   | Silver                                  | Brons                                      |
| Svikt Detaljer...                 | Xie Siyi Kina                          | Wang Zongyuan Kina                      | Jack Laugher Storbritannien                |
| Höga hopp Detaljer...             | Cao Yuan Kina                          | Yang Jian Kina                          | Tom Daley Storbritannien                   |
| Parhoppning svikt Detaljer...     | Xie Siyi och Wang Zongyuan Kina        | Andrew Capobianco och Michael Hixon USA | Patrick Hausding och Lars Rüdiger Tyskland |
| Parhoppning höga hopp Detaljer... | Tom Daley och Matty Lee Storbritannien | Cao Yuan och Chen Aisen Kina            | Aleksandr Bondar och Viktor Minibajev ROC  |

Denna tabell: visa • redigera

## Medaljtabell
| Pl.    | Nation         | Guld | Silver | Brons | Totalt |
| ------ | -------------- | ---- | ------ | ----- | ------ |
| 1      | Kina           | 7    | 5      | 0     | 12     |
| 2      | Storbritannien | 1    | 0      | 2     | 3      |
| 3      | USA            | 0    | 2      | 1     | 3      |
| 4      | Kanada         | 0    | 1      | 0     | 1      |
| 5      | Tyskland       | 0    | 0      | 2     | 2      |
| 6      | Australien     | 0    | 0      | 1     | 1      |
| 6      | Mexiko         | 0    | 0      | 1     | 1      |
| 6      | ROC            | 0    | 0      | 1     | 1      |
| Totalt | Totalt         | 8    | 8      | 8     | 24     |

### Fotnoter
1. ↑  (16 juni 2021). Diving Competition Schedule. Arkiverad 28 juni 2021 hämtat från the Wayback Machine. olympics.com. Läst 21 juni 2021.
2. ↑  Aquatics – Diving. tokyo2020.org. Läst 25 mars 2019.
3. ↑  (5 december 2018). Olympic Competition Schedule. tokyo2020.org. Läst 25 mars 2019.
4. ↑  (30 mars 2020). IOC, IPC, Tokyo 2020 Organising Committee and Tokyo Metropolitan Government announce new dates for the Olympic and Paralympic Games Tokyo 2020. IOK. Läst 21 juni 2021.
5. ↑  (1 augusti 2021). Diving – Women's 3m Springboard. olympics.com. Läst 1 augusti 2021.
6. ↑  (5 augusti 2021). Diving – Women's 10m Platform. olympics.com. Läst 5 augusti 2021.
7. ↑  (25 juli 2021). Diving – Women's Synchronised 3m Springboard. olympics.com. Läst 25 juli 2021.
8. ↑  (27 juli 2021). Diving – Women's Synchronised 10m Platform. olympics.com. Läst 27 juli 2021.
9. ↑  (3 augusti 2021). Diving – Men's 3m Springboard. olympics.com. Läst 3 augusti 2021.
10. ↑  (7 augusti 2021). Diving – Men's 10m Platform. olympics.com. Läst 7 augusti 2021.
11. ↑  (28 juli 2021). Diving – Men's Synchronised 3m Springboard. olympics.com. Läst 28 juli 2021.
12. ↑  (26 juli 2021). Diving – Men's Synchronised 10m Platform. olympics.com. Läst 26 juli 2021.